# L'Ombre de Jack l'éventreur
Pour plus de détails, voir Fiche technique et Distribution.
L'Ombre de Jack l'éventreur est un film britannique réalisé par Steve Lawson, sorti en 2022 sur Amazon Prime.

## Synopsis
Thomas Locque, un médecin légiste alcoolique au passé trouble travaillant pour la Metropolitan Police de Londres, secondé par Dodd, se retrouve face à plusieurs femmes assassinées à Whitechapel, en plein cœur de la capitale britannique. L'inspecteur Edmund Rees se retrouve chargé de l'affaire côté police. Alors que les journaux s'en mêlent en la personne de Stubb, il semblerait que l'un d'eux ait quelque chose à cacher de plus que les autres.

## Fiche technique
Sauf indication contraire, les informations mentionnées dans cette section peuvent être confirmées par les bases de données cinématographiques IMDb et Allociné,  présentes dans la section « Liens externes ».
- Titre : L'Ombre de Jack l'éventreur
- Titre original : Ripper Untold
- Réalisation : Steve Lawson
- Scénario : Steve Lawson
- Musique : Michael Vignola
- Maquillage Effets spéciaux : Stephanie Harrison
- Plâtrier : Tony Lau
- Charpentier : Marcus Langford
- Artiste Scénique : Charlotte Ball
- Photographie : Jon O'Neill
- Producteurs exécutifs : May Monteiro ; Duncan Stripp ; Jeremy Rothwell
- Société de production : Creativ Studios
- Sociétés de distribution : High Fliers Film (Monde, 2021) ; Lighthouse Home Entertainment (Allemagne, 2022) ; Under the Milky Way (France, 2021)
- Pays de production :  Royaume-Uni
- Langue originale : anglais
- Format : couleur
- Genre : Horreur
- Durée : 1 heure 25 minutes
- Dates de sortie[1] :
  - Royaume-Uni : 28 juin 2021 ; 22 juin 2022 (sur Prime Video)

## Production
Le tournage se déroule notamment à The Manor House (Crowland), Natural Light Spaces et aux studios de la société de production Creativ Studios en Angleterre.